# Coelichneumon tricoloripes
Coelichneumon tricoloripes är en stekelart som beskrevs av Heinrich 1966. Coelichneumon tricoloripes ingår i släktet Coelichneumon och familjen brokparasitsteklar. Inga underarter finns listade i Catalogue of Life.